# Am Lämmchesberg
Am Lämmchesberg bezeichnet einen Statistischen Bezirk in Darmstadt-Eberstadt.

## Infrastruktur und Sehenswürdigkeiten
- Gutenbergschule Darmstadt-Eberstadt
- JVA Darmstadt-Eberstadt Fritz-Bauer-Haus
- Kaō
- Kieferngruppe
- St. Josef